# 187 v.Chr.

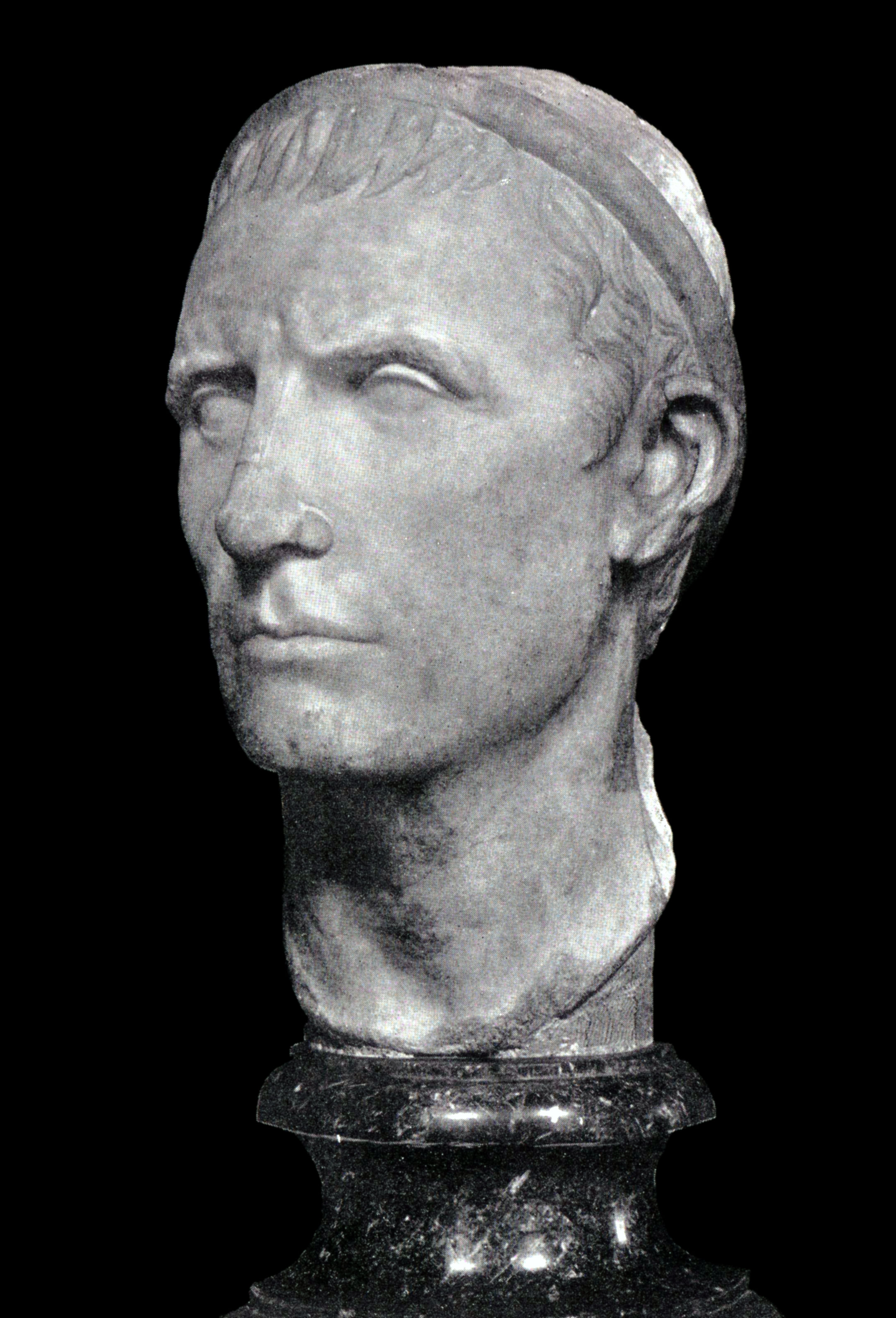
Antiochus III de Grote

Het jaar 187 v.Chr. is een jaartal in de 2e eeuw v.Chr. volgens de christelijke jaartelling.

## Gebeurtenissen

### Italië
- In Rome worden Marcus Aemilius Lepidus en Gaius Flaminius, door de Senaat gekozen tot consul van het Imperium Romanum.
- Marcus Aemilius Lepidus, laat in Noord-Italië de Via Aemilia aanleggen. De weg verbindt de steden Rimini aan de Adriatische kust tot aan Piacenza (± 264 km).

### Perzië
- Antiochus III de Grote begint een strafexpeditie naar Lorestan, om schatting te eisen. Hij wordt in Susa door de bevolking van Elymais (het Bijbelse Elam) vermoord bij de plundering van de tempel van Baäl.
- Seleucus IV Philopator (187 - 175 v.Chr.) wordt koning van de Seleuciden. Hij regeert over een rijk, bestaande uit Cilicië, Palestina, Syrië tot aan de hoofdstad Seleucia aan de Tigris, Mesopotamië en Medië.

## Geboren
- Demetrius I Soter (~187 v.Chr. - ~150 v.Chr.), koning van het Seleucidenrijk

## Overleden
- Antiochus III de Grote (~241 v.Chr. - ~187 v.Chr.), koning van het Seleucidenrijk (Syrië) (54)